# Josef Heinen (Gerechter unter den Völkern)
Josef Franz Heinen  (* 19. November 1898 in Ahrweiler; † 23. Dezember 1989 in Bad Neuenahr-Ahrweiler) war ein deutscher Kaufmann und Gerechter unter den Völkern. Er versteckte während der nationalsozialistischen Diktatur die jüdische Familie Sonnenfeld aus Köln in seinem Wochenendhaus in Liers bei Hönningen und rettete sie damit vor der Deportation in ein Vernichtungslager.

## Leben
Der Kunsthändler Josef Heinen wuchs in Ahrweiler auf. Beruflich führte ihn sein Weg 1928 nach Adenau, wo er bis 1944 ein Möbelgeschäft leitete.

## Leistungen
Josef Heinen hatte durch sein Möbelgeschäft geschäftlichen Kontakt zur Lampenschirmfabrik Sonnenfeld in Köln-Lindenthal. Aus der Geschäftsbeziehung erwuchs eine Freundschaft zum Inhaber Gerd Sonnenfeld. Als dieser, im NS-Sprachgebrauch ein „Halbjude“, ihn bat, ihn und seine Eltern Theodor Sonnenfeld und Johanna Luise Sonnenfeld geb. Degelmann bei sich zu verstecken, willigte er ein. Während eines Bombenangriffs holte Gerd Sonnenfeld seine Eltern aus dem Judenhaus und brachte sie nach Liers, wo Josef Heinen ein Wochenendhaus besaß. Zur Tarnung zog noch eine mit der Familie Sonnenfeld befreundete Dame in das Wochenendhaus ein. Hier versteckte Josef Heinen die Familie Sonnenfeld vier Jahre lang. Während des ganzen Zeitraumes versorgte er sie mit Lebensmitteln und besuchte sie regelmäßig an Wochenenden. Die Familie Sonnenfeld blieb unentdeckt und überlebte den Holocaust. Johanna Luise Sonnenfeld geb. Degelmann verstarb allerdings bereits am 21. Dezember 1945 in Liers.
Josef Heinen sah sein Handeln als „Selbstverständlichkeit“ an. Durch seine Würdigungen sah er die Bürger von Liers mit ausgezeichnet, die nicht nur Stillschweigen bewahrten, sondern auch bei der Verpflegung der Familie Sonnenfeld mithalfen.

## Würdigung
- Am 16. Oktober 1969 erhielt Josef Heinen die Auszeichnung Gerechter unter den Völkern vom israelischen Botschafter überreicht.[1]
- Am 24. November 1970 erhielt Josef Heinen das Bundesverdienstkreuz am Bande verliehen, überbracht durch den Landrat Heinz Korbach.[3]